# Grallenia arenicola
Grallenia arenicola és una espècie de peix de la família dels gòbids i de l'ordre dels perciformes.

## Morfologia
- Els mascles poden assolir 1,9 cm de longitud total i les femelles 2,26.
- Nombre de vèrtebres: 27-28.[3][4]

## Hàbitat
És un peix marí, de clima tropical i demersal que viu entre 10-50 m de fondària.

## Distribució geogràfica
Es troba al Pacífic nord: el Japó.

## Observacions
És inofensiu per als humans.